# Chuncheon

Chuncheon (em Coreano: 춘천시; 春川市; Chuncheon-si) ou Ch'unch'on é uma cidade da Coreia do Sul, capital da província de Gangwon (강원도, 江原道; Gangwon-do). O nome Ch'unch'on vem da anterior forma de transliteração (sistema de McCune-Reischauer): Ch'unch'ŏn-shi.
A cidade tem uma área de 1116,43 Km² e uma população de 209 750 habitantes (2005). 

## Pontos de interesse
- Museu Nacional de Chuncheon